# Kostel svatého Petra a Pavla (Kostomlaty pod Řípem)
Kostel svatého Petra a Pavla v Kostomlatech pod Řípem v okrese Litoměřice je původně filiální římskokatolický kostel, který výrazem prvků i celku spadá do doksanské skupiny románských kostelů v Čechách.

## Popis a poloha
Kostel je situován v jádru obce na terasovité vyvýšenině a je ohrazen zdí, což svědčí o dřívějším opevnění. Je jednolodní a byl vybudován v první polovině 13. století. Loď a apsida byly vystavěny z kvádříkového řádkového zdiva, strop je v lodi plochý, mělká půlkruhová apsida je klenuta konchou. Pod horní renesanční římsou se v exteriéru jižní zdi lodi dochoval typický dekor, tedy obloučkové podřímsí.
Stavba kostela je podélná se severní předsíní a jižním přístavkem. Na západní straně byla před rokem 1550 přistavěna mohutná goticko-renesanční zvonice. Východní průčelí lodi získalo decentně zdobený renesanční štít. Podobný dvoustupňový štít byl vytvořen i nad severní předsíní, která byla připojena v druhé polovině 16. století, a má ještě gotickou křížovou žebrovou klenbou.

##### Věž
V ose západního průčelí je situována čtyřboká věž, která byla roku 1738 vybudována na návrh Adama Františka z Hartigu, majitele panství v Horních Beřkovicích, v barokním stylu. Vznikla na zbytcích věže původně z 16. století, z níž se zachovala malá goticko-renesanční pravoúhlá okénka. Spolu s věží přibyla i drobná barokní sakristie. Věž je kryta hruškovou střechou a její krov je stavěn jako stolice z osmibokých štenýřů, cibulovitou výduť tvoří skružové lamely.